# Ambisonics
Ambisonics of Ambisonic is een methode voor het opnemen en weergeven van een 3-dimensionaal geluidsveld. Deze audio-technologie werd ontwikkeld in de jaren 1960 en 1970 in Groot-Brittannië en vooral uitgedragen door Michael A. Gerzon en Peter Fellgett. In tegenstelling tot de gangbare kanaalgerichte overdrachtsmethode richt het systeem zich op de reproductie van het totale geluidsveld op de luisterpositie en is voor de geluidsweergave geen vooraf bepaald aantal luidsprekerposities noodzakelijk. De betreffende luidsprekersignalen worden per ingezette luidsprekerpositie berekend door wiskundige afleidingen van de overgedragen waarden voor geluidsdruk en snelheid.

## Natuurkundig principe
In de basisuitvoering, bekend als het eerste orde Ambisonics B-formaat,  wordt de geluidsinformatie in vier kanalen W, X, Y en Z overgedragen. Daarbij bevat de component W alleen de  geluidsdruk, die met een richtingsongevoelige omni-microfoon wordt opgenomen. De signalen X, Y en Z zijn de richtingscomponenten in de daarbij behorende ruimtelijke assen. Ze worden opgenomen met microfoons waarvan de acht-karakteristiek uitgelijnd is met de overeenkomende as. Het proces heeft als doel om bij de luisteraar uit deze signalen op zijn luisterpositie opnieuw de opgenomen geluidsdruk en de daarbij behorende richtingsvector van de geluidsbron te reconstrueren. Voor het horizontale vlak worden de afzonderlijke luidsprekersignalen uit de hoeken met de centrale as als volgt afgeleid:
{\displaystyle P_{n}=W+X\cos \theta _{n}+Y\sin \theta _{n}\,}
{\displaystyle P_{n}} is de te leveren geluidsdruk door luidspreker {\displaystyle n}

{\displaystyle \theta _{n}} is de hoek van de betreffende luidspreker ten opzichte van de {\displaystyle X}-as
De virtuele positie van de geluidsbron kan niet alleen met een geluidsveldmicrofoon worden opgenomen, maar een Ambisonics encoder kan ook een mono signaal op willekeurige posities in het driedimensionale geluidsveld coderen.

## Voordelen van de techniek
Een voordeel van deze werkwijze is dat ook de hoogte-informatie kan worden gedecodeerd uit de wiskundige relaties voor iedere willekeurige luidsprekerpositie. Met vier overdrachtskanalen kan al een bolvormig geluidsveld worden geproduceerd. In dit geluidsveld wordt geen ruimte-as bevoordeeld, alle luidsprekers dragen aan het geluidsveld bij. Conventionele surround systemen geven met vijf overdrachtskanalen nog steeds een horizontaal geluidsveld weer.
Met een toenemend aantal gedecodeerde luidsprekerkanalen, wordt het geluidsveld stabieler. Het kan dan zelfs door luisteraars buiten de luidsprekeropstelling worden waargenomen. De luidsprekers hoeven niet op van te voren bepaalde plaatsen te worden gepositioneerd. Dit maakt een betere aanpassing aan de praktische weergaveomstandigheden mogelijk.
Met extra transmissiekanalen kan de stabiliteit van de ruimtelijke voorstelling verder worden verhoogd. Hierbij blijft het proces altijd naar beneden toe compatibel. Er kan eenvoudig worden afgezien van de decodering van een of meer kanalen. Om de compatibiliteit voor weergave op mono en stereo-installaties te garanderen werd de UHJ hiërarchie ontwikkeld. Dit omvat een formaat met vier kanalen, die het gehele B-formaat weergeeft, een puur horizontale 3-kanaals formaat, een 2½-kanaal formaat waarin het derde kanaal  slechts de helft van de bandbreedte omvat en een 2-kanaals formaat. Zelfs met twee transmissiekanalen is het mogelijk om een horizontale surround weergave te produceren waarbij de weergave zonder decoder stereo-compatibel blijft. Tegenwoordig wordt UHJ meestal met het 2-kanaalsformaat (dat eigenlijk BHJ heet) gelijkgesteld.
Opnames in het Ambisonics G-formaat kunnen worden afgespeeld op gangbare surround sound-systemen. De decodering wordt daarbij al in de opnamestudio uitgevoerd naar de specifiek luidsprekeropstelling van het surround systeem. Het gedecodeerde signaal wordt dan via conventionele discrete systemen zoals AC-3 of DTS overgedragen.  De voordelen van het Ambisonics-systeem worden op zo'n manier niet of slechts beperkt gebruikt.

## Actuele problemen
De doorbraak van het systeem is tot dusver niet succesvol; Ambisonics is tegenwoordig grotendeels onbekend.
In grotere weergaveruimtes zijn vier luidsprekers ontoereikend voor een stabiele reproductie in het horizontale vlak. Op de luisterpositie moet relatief veel direct geluid worden ontvangen om de voordelen van het systeem te kunnen onderkennen.

## Onderzoek en beschikbaarheid
Hoewel de meeste octrooien op het systeem inmiddels zijn verlopen, is het systeem nog steeds onderwerp van onderzoek.
In het bijzonder wordt de Higher Order Ambisonics (HOA) methode tot een grotere perfectie ontwikkeld. Inmiddels kan de decoder in software worden geïmplementeerd. Net als bij de daarmee verband houdende methoden van golfveldsynthese WFS heeft Ambisonics het potentieel om de gangbare kanaalgebonden systemen af te lossen. 
Tot op heden bleef het commerciële succes van het systeem echter uit.